# 12회 농심 신라면배 세계바둑 최강전
12회 농심 신라면배 세계바둑 최강전은 농심 신라면배 세계바둑 최강전의 12번째 토너먼트 대회이다. 대한민국, 중국, 일본의 3개국이 참가하여 대한민국팀이 10번째로 우승했다.  

## 대회 일정
| 구분             | 일정                                | 장소                         |
| ---------------- | ----------------------------------- | ---------------------------- |
| 개막식           | 2010년 10월 18일                    | 중국 베이징시 한국문화원     |
| 1차전            | 2010년 10월 18일 ~ 2010년 10월 21일 | 중국 베이징시 한국문화원     |
| 2차전            | 2010년 11월 29일 ~ 2010년 12월 4일  | 대한민국 부산광역시 농심호텔 |
| 3차전            | 2011년 1월 18일 ~ 2011년 1월 20일   | 중국 상하이시 한국문화원     |
| 시상식 및 폐막식 | 2011년 1월 20일                     | 중국 상하이시 한국문화원     |

## 팀 및 참가 기사 명단
| 중국팀     | 일본팀          | 대한민국팀 |
| ---------- | --------------- | ---------- |
| 쿵제       | 유키 사토시     | 이창호     |
| 왕시       | 하네 나오키     | 목진석     |
| 셰허       | 다카오 신지     | 이세돌     |
| 저우루이양 | 이야마 유타     | 최철한     |
| 퉈자시     | 사카이 히데유키 | 박승화     |

## 대국 결과
| 대국 | 대국일자 | 대국일자  | 차전  | 장소                   | 승자             | 패자                 | 결과             | 기보                             |
| ---- | -------- | --------- | ----- | ---------------------- | ---------------- | -------------------- | ---------------- | -------------------------------- |
| 1    | 2010년   | 10월 18일 | 1차전 | 중국 베이징 한국문화원 | 이세돌 九단      | 왕시 九단            | 235수 흑 불계승  | [ 깨진 링크 ( 과거 내용 찾기 ) ] |
| 2    | 2010년   | 10월 19일 | 1차전 | 중국 베이징 한국문화원 | 이세돌 九단      | 이야마 유타 九단     | 199수 흑 불계승  | [ 깨진 링크 ( 과거 내용 찾기 ) ] |
| 3    | 2010년   | 10월 20일 | 1차전 | 중국 베이징 한국문화원 | 셰허 七단        | 이세돌 九단          | 189수 흑 불계승  | [ 깨진 링크 ( 과거 내용 찾기 ) ] |
| 4    | 2010년   | 10월 21일 | 1차전 | 중국 베이징 한국문화원 | 셰허 七단        | 사카이 히데유키 八단 | 167수 흑 불계승  | [ 깨진 링크 ( 과거 내용 찾기 ) ] |
| 5    | 2010년   | 11월 29일 | 2차전 | 부산 농심호텔          | 셰허 七단        | 박승화 四단          | 125수 흑 불계승  | [ 깨진 링크 ( 과거 내용 찾기 ) ] |
| 6    | 2010년   | 11월 30일 | 2차전 | 부산 농심호텔          | 셰허 七단        | 하네 나오키 九단     | 178수 백 불계승  | [ 깨진 링크 ( 과거 내용 찾기 ) ] |
| 7    | 2010년   | 12월 1일  | 2차전 | 부산 농심호텔          | 목진석 九단      | 셰허 七단            | 198수 백 불계승  | [ 깨진 링크 ( 과거 내용 찾기 ) ] |
| 8    | 2010년   | 12월 2일  | 2차전 | 부산 농심호텔          | 다카오 신지 九단 | 목진석 九단          | 188수 백 불계승  | [ 깨진 링크 ( 과거 내용 찾기 ) ] |
| 9    | 2010년   | 12월 3일  | 2차전 | 부산 농심호텔          | 다카오 신지 九단 | 퉈자시 三단          | 200수 백 불계승  | [ 깨진 링크 ( 과거 내용 찾기 ) ] |
| 10   | 2010년   | 12월 4일  | 2차전 | 부산 농심호텔          | 최철한 九단      | 다카오 신지 九단     | 263수 흑 1집반승 | [ 깨진 링크 ( 과거 내용 찾기 ) ] |
| 11   | 2011년   | 1월 18일  | 3차전 | 중국 상하이 한국문화원 | 최철한 九단      | 저우루이양 五단      | 214수 백 불계승  | [ 깨진 링크 ( 과거 내용 찾기 ) ] |
| 12   | 2011년   | 1월 19일  | 3차전 | 중국 상하이 한국문화원 | 최철한 九단      | 유키 사토시 九단     | 145수 흑 불계승  | [ 깨진 링크 ( 과거 내용 찾기 ) ] |
| 13   | 2011년   | 1월 20일  | 3차전 | 중국 상하이 한국문화원 | 최철한 九단      | 쿵제 九단            | 176수 백 불계승  | [ 깨진 링크 ( 과거 내용 찾기 ) ] |

### 최종 결과
- 우승팀:  (7승 3패, 이창호 9단은 출장하지 않음)
- 준우승:  (4승 5패)
- 3위:  (2승 5패)